# Карпов, Иван Семёнович Клык
Иван Семёнович Карпов по прозванию Клык и Большой — воевода во времена правления Василия III Ивановича и Ивана IV Васильевича Грозного.
Из дворянского рода Карповы, ветвь Рюриковичи. Второй сын Семёна Карповича. Имел братьев: Петра, воеводу Ивана Меньшого и Василия по прозванию Ложка, родоначальника дворян Ложкины.

## Биография
Упомянут боярским сыном. В январе 1526 года, в день бракосочетания великого князя Василия III с княжной Еленой Васильевной Глинской, в свадебном поезде вторым нёс из церкви государеву свечу. В 1534 году третий воевода на Мещере. В 1537 году в Нижнем Новгороде третий воевода за городом. В марте 1544 года второй воевода третьего Ертаульного полка в Казанском походе нагорной стороною. В апреле 1549 года третий воевода девятого Передового полка в шведском походе. В сентябре 1551 года третий воевода второго Передового полка в походе к Полоцку.

## Семья
От брака с неизвестной имел двух сыновей:
- Карпов Пётр Иванович.
- Карпов Юрий Иванович — воевода.